# Вивијан (Торино)
Вивијан (итал. Vivian) је насеље у Италији у округу Торино, региону Пијемонт.
Према процени из 2011. у насељу је живело 56 становника. Насеље се налази на надморској висини од 566 м.